# Edward Jełowicki

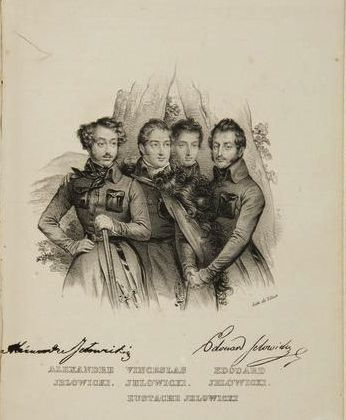
Bracia Jełowiccy z ojcem, Wacławem

Edward Jełowicki herbu własnego (ur. 1803 w Hubniku, zm. 10 listopada 1848 w Wiedniu) – marszałek humański w latach 1828–1831, pułkownik Wojsk Polskich, uczestnik powstania listopadowego, oficer Legii Cudzoziemskiej, w 1848 roku dowódca artylerii wiedeńskiej, kawaler orderu Virtuti Militari, oraz kawaler Legii Honorowej. Absolwent Wydziału Artylerii Szkoły Inżynierskiej w Wiedniu; Ecole d’Etat Maior (Szkoły Sztabu); Ecole Centrale w Paryżu.

## Nauka
Był pierwszym synem Wacława i Honoraty z Jaroszyńskich. Pierwsze nauki Edward odbywał w domu, pod kierunkiem ks. Skiby, bazylianina. Od trzeciej klasy uczył się z braćmi: – Aleksandrem i Eustachym do gimnazjum w Winnicy.
W latach 1819–1821 studiował i ukończył szkołę inżynierską w Wiedniu na Wydziale Artylerii. Po studiach wrócił do Hubnika, gdzie gospodarował w majątku ojca.

## Powstanie listopadowe
W 1828 roku został marszałkiem powiatu hajsyńskiego. W armii Królestwa Polskiego porucznik Kwatermistrzostwa Generalnego. Po wybuchu powstania listopadowego, jako naczelnik powstania hajsyńskiego stanął na czele sił zbrojnych powiatu (poprowadził przeszło tysiąc ludzi, w tym wielu urzędników rosyjskich), a przed wymarszem w pole, zwolnił chłopów z poddaństwa:

(…) Mój brat w czasie urzędowania [Marszałek Podolski], takiego nabrał wpływu na urzędników moskiewskich swego powiatu, że wielu z nich do powstania wciągnął, a nawet jeden Zasidatiel, na rozkaz jego, przywiózł do powstania dwie harmaty nieosadzone, ze wsi Bubnówki. Z dnia 3 na 4 maja 1831, cała młodzież z palestry hajsyńskiej i część urzędników zgromadziła się pod rozkazy swego marszałka we wsi Hubniku [majątek Wacława]. Dnia 4 maja, w mgnieniu oka stanął nasz szwadron, w szwadronie Edwarda był m.in. Izydor Rawski, późniejszy agent Hotelu Lambert na Bliskim Wschodzie i oficer Kozaków Osmańskich. Nad wieczorem mój brat dał rozkaz siadania na koń. Gromada z popem na czele, przyszła go żegnać. On tłumaczył chłopom powody powstania, wystawiał ich ciężką niewolę, ich prawo do wolności, ogłosił im, że od tej chwili są wolni, że ziemia, którą posiadali, staje się ich własnością. Głośny płacz włościan nie dał skończyć memu bratu, wołali:
„Niech nas panowie nie rzucają, my naszych panów nie damy, damy się zabić za was, zasłaniajcie się nami, zasłaniajcie się synami naszymi”.

Mój brat odpowiedział im, że nikt nas nie będzie napadał, że to my sami z własnej ochoty idziemy się bić za Polskę i za nich. Poczciwi chłopi nie dawali memu bratu siadać na koń, łzami oblewali nogi jego. Pop błogosławił hufcowi (…).

7 maja 1831 roku gen. B. Kołyszko mianował go rotmistrzem Pierwszego Pułku Ułanów im. Jełowickich. Za odniesiony sukces w bitwie pod Tywrowem dostał 18 maja 1831 roku w obozie pod Michałówką nominację na pułkownika kawalerii narodowej z zachowaniem dowództwa szwadronu. W następnym dniu, za zdobycie armat pod Obodnem, otrzymał stanowisko dowódcy artylerii powstańczej na Ukrainie. Po przegranej pod Majdanem, wraz z bratem Aleksandrem, przeszli 26 maja 1831 granicę austriacką i połączyli się z, zaginionym w powstaniu, bratem Eustachym. Internowani przez Austriaków i odesłani do Lwowa. Dzięki interwencji wpływowych osób, zostali zwolnieni i przedostali się do Warszawy (według R. Bieleckiego zdołał zbiec).
Wstąpił jako podporucznik do konnej legii litewsko-ruskiej w oddziale gen. Szeptyckiego. Przeznaczony do korpusu artylerii 1 września 1831 roku Już 14 września 1831 roku oddany do dyspozycji komendanta Głównej Kwatery Izb Sejmowych i Rządu Narodowego. 4 października 1831] roku otrzymał złoty krzyż Virtuti Militari (nr 3705), którego nie przyjął, podobnie jak jego bracia. Odznaczenia te na ich prośbę zamieniono na srebrne krzyże i rozdano żołnierzom – powstańcom z Wołynia. Brał udział w obronie Warszawy. Po upadku powstania, Edward przekroczył granicę pruską w Toruniu i postarał się o paszport do Galicji. Osiadł we Lwowie, gdzie spieszył z pomocą byłym powstańcom. Internowany został ponownie przez Austriaków, więziony przeszło pięć miesięcy we Lwowie i Spielbergu. Uwolniony, dzięki staraniom matki, w styczniu 1833 roku wyjechał do Szwajcarii; w lutym tego roku spotkał się z bratem Aleksandrem. W tym czasie w anonsie warszawskiego „Dziennika powszechnego” (25 maja 1833 r., N. 111, s. 411–413) został wymieniony wraz z ojcem Wacławem na liście dotyczącej konfiskaty majątków za udział w powstaniu 1831 roku.

## Powrót do studiów
Na jesieni 1833 roku wyjechał do Paryża, gdzie studiował w bibliotekach, archiwach i przeróżnych kursach. W życiu politycznym emigracji nie brał udziału. W 1836 roku ukończył celująco Ecole d'Etat major (Szkoła sztabu), a następnie przebywał w Londynie gdzie opatentował swój pomysł na silnik parowy. Wstąpił do 3-letniej Ecole Centrale Paris, którą ukończył w 1839 roku, również celująco. Pasjonowały go przy tym chemia, fizyka i mechanika, których znajomość dobrze opanował. Uczęszczał wtedy na wieczory do Mickiewicza, poznał Chopina. W lecie 1838 roku leczył się w Alexandersbad w Bawarii, gdzie przebywała też matka jego, Honorata, i brat Aleksander.

### Dalsze próby wojskowe
Po nieudanych staraniach o przyjęcie do wojsk belgijskich, w 1841 roku, odbył jedną z kampanii przeciwko Arabom w Algierii, u boku gen. Thomas Robert Bugeaud, od którego otrzymał krzyż Legii Honorowej. Osiadł następnie w Bone, Hippona w Algierii, gdzie zamierzał utworzyć polską osadę dla emigrantów lecz zaniechał tego projektu. Znajomością spraw rolnych i innych ujął sobie wielce serca Arabów, wrogo usposobionych do Europejczyków. W 1840 roku. formalnie przejął należności z sum spadkowych ciotki Agnieszki Józefiny z Jełowickich Jaroszyńskiej – najpewniej również w imieniu braci.
Osiadł w 1846 roku w Rzymie. „(…) w końcu 1846 roku, kochany nasz Edward dojechał do Rzymu. I tu znowu przodkował wszystkim ofiarnością swoją i posługą bliźnim, zwłaszcza też Matce Makrynie, której że byłem ojcem duchownym, przeto go stryjaszkiem mile nazywała. On to i groszem i staraniem urządził piękną kaplicę dla niej przed obrazem cudownym Matki Boskiej Przedziwnej (Mater Admirabilis), w jednym z korytarzów klasztoru della Trinita dei Monti, w którym Matka Makryna była zamieszkała przez pierwsze lata swego pobytu w Rzymie (…)”. Kaplicę tę fundował z okazji odwiedzin papieża Piusa IX u matki Makryny, która mu ten obraz, autorstwa Pauliny Perdrau, zaprezentowała.
Matka Makryna: rzekoma bazylianka prześladowana w klasztorze przez carat, zbiegła do Europy Zachodniej, gdzie wylansował ją ks. Aleksander, brat Edwarda. Jak udowodnił to w latach 1920., ks. Urban, była to fatalna pomyłka, a matka Makryna najpewniej agentem carskim. W czasie tworzenia się Legionu Polskiego, wysuwany przez brata Aleksandra na dowódcę formacji, do czego jednak Mickiewicz nie dopuścił, obawiając się opanowania ideowego Legionu przez Zmartwychwstańców. Niemniej 25 marca 1848 roku wraz z Mickiewiczem i J. Postępskim, Edward wziął udział w delegacji udającej się do papieża. Adam Mickiewicz pisze w tym okresie do Władysława Zamoyskiego: 28 maja 1848: „pułk. Jełowicki chciał sposobami lichymi dowództwo objąć”]. 11 października 1848 r. przybył do zrewolucjonizowanego Wiednia w sprawach rodzinnych i przez posła J. Goldmarka został od razu wciągnięty do sztabu gwardii. Objął dowództwo artylerii powstańczej, liczącej 72 działa i dokonywał wielkich wysiłków, by podnieść jej poziom. Wobec braku wyszkolonych artylerzystów było to trudne zadanie, toteż ze strony rewolucjonistów austriackich spotkał się z krytyką swej działalności. W dodatku, kierowane przez niego zakłady produkujące pociski, proch i karabiny nie mogły zaspokoić wzrastającego zapotrzebowania. W okresie walk, współpracował ściśle z gen. J. Bemem.

## Niechybna śmierć

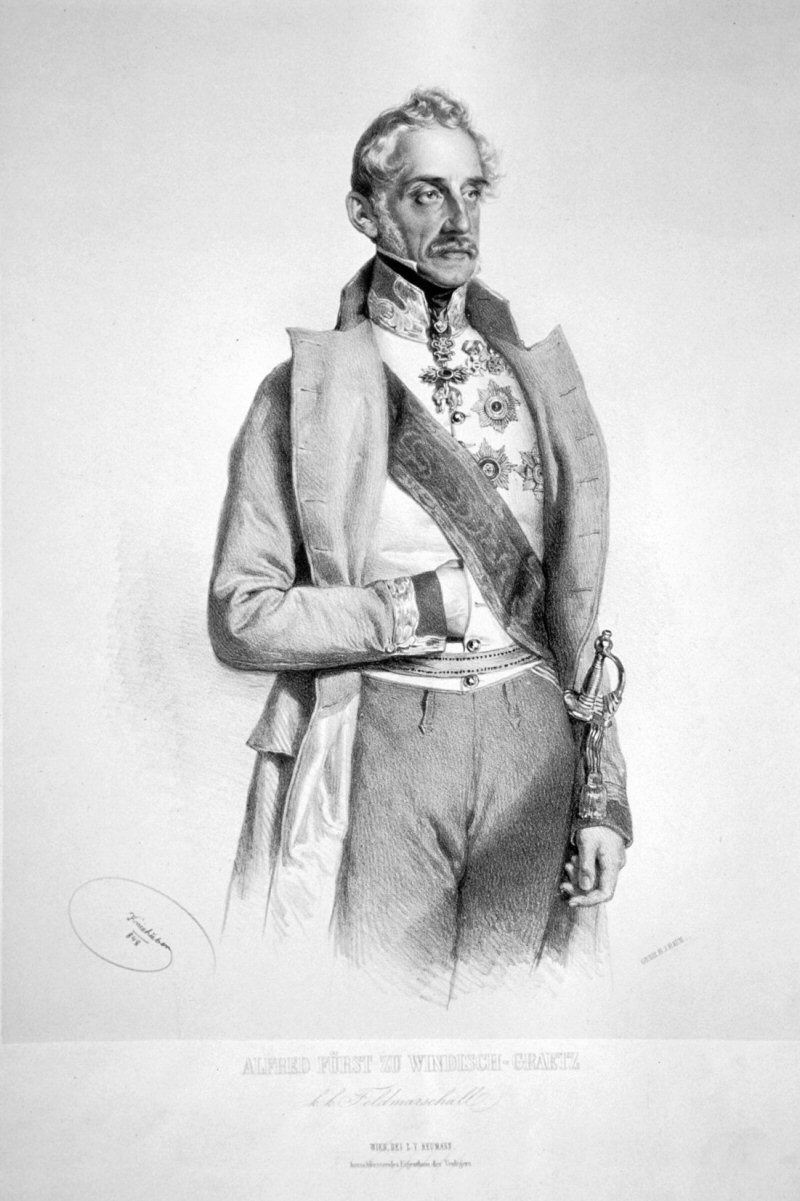
Alfred Fürst zu Windisch-Grätz, Feldmarschall – litografia aut. Józefa Kriehubera (1848)

Po zajęciu stolicy przez wojska rządowe, został aresztowany w swoim mieszkaniu i na rozkaz ks. Windisch-Grätz-a rozstrzelany 10 listopada 1848 roku. Na kilka chwil przed wykonaniem wyroku napisał do brata Aleksandra. – „Dnia 10 listopada 1848, Wiedeń. – Kochany Aleksandrze! Nad spodziewanie moje zamiast pochwały za moje mozolne staranie w utrzymaniu porządku – itp. – dziś za parę minut mają mnie rozstrzelać. – Dalibóg, że nie wierzę takiej katastrofie – jednak, Bogu dzięki, dopiero po komunii, idę śmiało gdzie mię poprowadzą – jeśli dziś do ciebie listu nie wyprawię, to będzie już po mnie – najniesprawiedliwiej – ale cóż robić.- Módl i módlcie się za mną. – E. Jełowicki”. W miesiąc później, ks. Piotr Semenenko wygłosił na jego cześć mowę pogrzebową. Opublikowana, doczekała się ujemnej recenzji J. Koźmiana w Przeglądzie Poznańskim (który krytycznie ocenił wypadki wiedeńskie) i zakazu rozpowszechniania wydanego przez generała zakonu ks. J. Hubego. „(…) sam Ojciec Święty, Pius IX, mego brata był polubił, tak dalece, że gdy się dowiedział o śmierci jego, opłakał ją, i długi czas pytał Polaków, czy go znali, i stawiał go im na wzór dobrego chrześcijanina, życząc, aby wszyscy Polacy takimi zostali (…)”. Władysław Oleszczyński wykonał medalion Edwarda Jełowickiego. K. Gaszyński poświęcił mu: „Pamiątce Edwarda Jełowickiego sonet”. W Muzeum Narodowym w Warszawie znajduje się jego manierka. Po śmierci Edwarda, trwały jakieś zatargi w sprawach spadkowych z OO. Zmartwychwstańcami. W 1854 roku o. Karol Kaczanowski wyjechał do Bone w Algierii, gdzie zmartwychwstańcy posiadali wtedy dom po pułkowniku Edwardzie Jełowickim